# Jon M. Chu
Jonathan Murray Chu (en chino tradicional, 朱浩偉; pinyin, Zhū Hàowěi; 2 de noviembre de 1979) es un cineasta estadounidense. Ha dirigido las películas Step Up 2: The Streets, Step Up 3D, Justin Bieber: Never Say Never, las franquicias de Hasbro Jem and the Holograms y G.I. Joe: Retaliation, In the Heights y la comedia romántica Crazy Rich Asians. Chu es alumno de la Escuela de Cine de la Universidad del Sur de California.

## Carrera
Chu nació en Palo Alto, California y creció en Los Altos. Su madre, Ruth Chu, nació en Taiwán, y su padre, Lawrence Chu, nació en Sichuan. Lawrence Chu es un reconocido chef, dueño de Chef Chu's, un restaurante popular en Los Altos. John asistió a la Escuela Pinewood desde el jardín de infantes hasta la secundaria.
Después del cortometraje estudiantil When the Kids Are Away, Chu fue contratado por la agencia William Morris y le fueron asignados varios proyectos de alto perfil. Más adelante fue contratado por Sony Pictures para dirigir su largometraje Bye Bye Birdie, pero Sony nunca dio luz verde a la película por cuestiones de presupuesto. La compañía se acercó nuevamente a Chu para proponerle dirigir una versión actualizada de The Great Gatsby, sin embargo el proyecto no prosperó y los derechos fueron adquiridos por Warner Bros. Pictures, quienes se encargaron de producir la película de 2013, protagonizada por Leonardo Di Caprio.
Chu dirigió Crazy Rich Asians, producción que se convirtió en la película más taquillera durante el fin de semana del 17 de agosto de 2018, ganando más de 35 millones de dólares en la taquilla estadounidense durante sus primeros cinco días y obteniendo un 93% de aprobación en la página Rotten Tomatoes. Una semana después del estreno de la película, la revista Variety informó que Warner Bros ya se encontraba desarrollando una secuela, con Chu programado para oficiar nuevamente como director.
Chu también dirigió la adaptación cinematográfica del musical de Broadway In the Heights para Warner Bros, estrenada el 26 de junio de 2020, con los compositores y dramaturgos Lin-Manuel Miranda y Quiara Alegría Hudes envueltos en el proyecto.  Actualmente, el director está dirigiendo la adaptación cinematográfica del exitoso musical de Broadway Wicked, con Ariana Grande y Cynthia Erivo como protagonistas. La película estará dividida en dos partes, la primera parte está programada para estrenarse el 27 de noviembre de 2024.

## Filmografía
| Año  | Película                       | Director | Productor |
| ---- | ------------------------------ | -------- | --------- |
| 2008 | Step Up 2: The Streets         | Sí       | No        |
| 2010 | Step Up 3D                     | Sí       | No        |
| 2011 | Justin Bieber: Never Say Never | Sí       | No        |
| 2013 | G.I. Joe: Retaliation          | Sí       | No        |
| 2013 | Justin Bieber's Believe        | Sí       | No        |
| 2015 | Jem and the Holograms          | Sí       | Sí        |
| 2016 | Now You See Me 2               | Sí       | No        |
| 2018 | Crazy Rich Asians              | Sí       | No        |
| 2020 | In the Heights                 | Sí       | No        |
| 2024 | Wicked                         | Sí       | Sí        |

Productor
- Step Up Revolution (2012) (productor ejecutivo)
- Step Up: All In (2014) (productor ejecutivo)
- Step Up: Year of the Dance (2019)

### Cortometrajes
| Año  | Película               | Director | Productor | Guionista | Notas                       |
| ---- | ---------------------- | -------- | --------- | --------- | --------------------------- |
| 2001 | Silent Beats           | Sí       | Sí        | Sí        | También productor de sonido |
| 2002 | When the Kids Are Away | Sí       | Sí        | No        |                             |

### Televisión
| Año           | Título                              | Director | Productor ejecutivo | Guionista | Notas            |
| ------------- | ----------------------------------- | -------- | ------------------- | --------- | ---------------- |
| 2010–2011     | The Legion of Extraordinary Dancers | Sí       | Sí                  | Sí        | Creador y editor |
| 2019–presente | Good Trouble                        | Sí       | Sí                  | No        |                  |